# Bonanza (Utah)
Pour les articles homonymes, voir Bonanza (homonymie).
Bonanza  est une census-designated place située dans le comté de Uintah, dans l’État de l’Utah, aux États-Unis. Sa population s’élevait à 1 habitant lors du recensement de 2010. Elle est située au sein de la réserve indienne de Uintah and Ouray.